# Balasagun
Balasagun (Balassagun, Balasaghun, Karabalsagun ; chinois : 八剌沙衮 ; pinyin : bālàshāgǔn, persan : بلاساغون) est une ancienne ville sogdienne située dans l'actuel Kirghizistan, dans la vallée du fleuve Tchou entre Bichkek et le lac Yssyk Koul.
Elle fut fondée par les Sogdiens, un peuple d'origine iranienne dont la langue, le sogdien, était encore parlée dans la région au XIe siècle. 
Une partie des Qarakhanides y résidait et l'appelaient alors Kara Ordu, l'autre ville importante étant Kuz Ordu.
Elle fut la capitale des Kara-Khitans du XIIe siècle à sa prise par les Mongols en 1218. Les Mongols l'appelaient Gobalik (jolie ville). Il ne faut toutefois pas confondre cette ville avec celle de Karabalghasun en Mongolie, capitale du khaganat ouïghour.
Balasagun supplanta rapidement Suyab comme principal centre politique et économique de la vallée du fleuve Tchou. Sa prospérité déclina cependant après la conquête mongole. Le poète Yusuf Balasaghuni, connu pour avoir écrit le Qutadğu Bilig « La Science qui apporte le bonheur » (1067-1070), serait né à Balasagun au XIe siècle. Écrit en turc (et non en sogdien), il s'agirait d'un ouvrage « médiocre » selon l'historien Jean-Paul Roux, mais qui « imposa le turc comme troisième langue du monde islamique après l'arabe et le persan, et le sauva peut-être de la complète iranisation en cours tant chez les Ghaznévides que chez les Seldjoukides. » 
La ville comptait également une importante population chrétienne nestorienne et un cimetière était encore utilisé dans les années 1300.
Depuis le XIVe siècle, Balasagun est un village parsemé en ruines, à 12 km au sud-est de Tokmok. La zone de Burana située en bordure de Tokmok et à 6 km du village actuel constituait l'extrémité ouest de la ville. On y trouve la Tour Burana et un champ de pétroglyphes, les balbal. Plusieurs séismes au fil des siècles ont causé de nombreux dommages, les monuments actuels étant en grande partie le résultat de restaurations des années 1970.